# 캘빈 필립스
칼빈 마크 필립스(영어: Kalvin Mark Phillips, 1995년 12월 2일 ~ )는 잉글랜드의 축구 선수로, 포지션은 수비형 미드필더이다. 현재 잉글랜드 프리미어리그의 입스위치 타운 소속이다.

## 수상

### 리즈
- EFL 챔피언십 : 2019-20

### 잉글랜드
- UEFA 유로 준우승 : 2020

### 개인
- EFL 챔피언십 올해의 팀 : 2018-19, 2019-20
- 잉글랜드 올해의 남자 선수 : 2020-21